# Ottavio Tazzi
Ottavio Tazzi (Milano, 21 dicembre 1928 – Milano, 11 settembre 2013) è stato un allenatore di pugilato italiano.

## Biografia
È stato uno dei più importanti allenatori italiani di sempre. Soprannominato "Il Nonno" dai suoi allievi, tra i pugili che ha guidato sul ring ci sono 8 campioni mondiali, tra cui Rocco "Rocky" Mattioli e Giacobbe Fragomeni.
Allievo di Spartaco Doria, ne raccoglie l'eredità negli anni '70 alla guida della Palestra Doria.
Alla memoria del "Nonno" sono stati dedicati il Trofeo Milano Ottavio Tazzi e la palestra APOT, guidata dai fratelli Leonardo e Domenico Pasqualetti, suoi allevi alla Doria.
L'11 settembre 2009 esce su iTunes il singolo Boxe a Milano, dedicato al mondo della boxe degli anni cinquanta, nel quale è possibile udire in sottofondo la voce narrante di Ottavio Tazzi.

## Vita privata
Nato a Milano, è morto l'11 settembre 2013 a 84 anni all'ospedale San Raffaele di Milano. Le ceneri riposano nel cimitero di Lambrate.